# Вранче
Вранче (на македонска литературна норма: Вранче) е село в община Долнени на Северна Македония.

## География
Разположено е в Прилепското поле, югозападно от центъра на общината Долнени и северозападно от град Прилеп.

## История
В XIX век Вранче е село в Прилепска каза на Османската империя. Църквата „Свети Никола“ е от 1874 година. В „Етнография на вилаетите Адрианопол, Монастир и Салоника“, издадена в Константинопол в 1878 година и отразяваща статистиката на населението от 1873 година, Вранче (Vrantché) е посочено като село с 69 домакинства и 308 жители българи.
Според статистиката на Васил Кънчов („Македония. Етнография и статистика“) от 1900 година Вранче е населявано от 520 жители българи християни и 10 цигани.
На Етнографската карта на Битолския вилает на Картографския институт в София от 1901 година Вранче е чисто българско село в Прилепската каза на Битолския санджак с 53 къщи.
В началото на XX век българите в селото са под върховенството на Българската екзархия. Според Никола Киров („Крушово и борбите му за свобода“) към 1901 година Вранче има 50 български къщи. По данни на секретаря на екзархията Димитър Мишев („La Macédoine et sa Population Chrétienne“) в 1905 година във Вранче (Vrantché) има 64 българи екзархисти.
При избухването на Балканската война десет души от Вранче са доброволци в Македоно-одринското опълчение.
През 1913 година селото попада в Сърбия. Сръбският войвода Василие Тръбич пише, че Вранче е български център в Прилепското поле. При избухването на Първата световна война и започналата сръбска мобилизация на местните жители, 25 от тях избягват и образуват чета на ВМОРО. През юни 1915 година вранечката чета успява да убие сръбския войвода Йован Долгач.

## Личности
Родени във Вранче
- Ангел Талев, македоно-одрински опълченец, 25-годишен, земеделец, 4-та рота на 4-та битолска дружина, ранен на 22 юни 1913 година, награден с кръст „За храброст“ IV степен[9]
- Ангеле Константин, участник в „подготовката на действия на Българската бунтовническа организация“, арестуван през август 1903 година, осъден на 5 години затвор в крепост, заточен в Диарбекир, амнистиран с общата амнистия от 12 април 1904 година[10]
- Благой Силянов, 48-годишен, македоно-одрински опълченец, 1-ва рота на 6-а охридска дружина[11]
- Васил М. Талев (? – 1910), четник от ВМОРО, загинал в Поречието в сражение със сърби[12]
- Илия Боев, македоно-одрински опълченец, 22-годишен, земеделец, 3-а рота на 4-та битолска дружина, награден с кръст „За храброст“ IV степен[13]
- Илия Настов (Настев), македоно-одрински опълченец, четата на Коста Попето[14]
- Илия Стойков, македоно-одрински опълченец, 29-годишен, хлебар, 1-ва рота на 4-та битолска дружина[15]
- Йован Стойко, участник в „подготовката на действия на Българската бунтовническа организация“, арестуван през август 1903 година, осъден на 5 години затвор в крепост, заточен в Диарбекир, амнистиран с общата амнистия от 12 април 1904 година[10]
- Йордан Иванов, македоно-одрински опълченец, 25-годишен, 2-ра рота на 6-а охридска дружина[16]
- Йордан Ковилоски (1884 – 1979), деец на ВМОРО, участник в Балканските и Първата световна война, в която е ранен и получава българска пенсия
- Йордан Петров, македоно-одрински опълченец, 22-годишен, 1-ва и 4-та рота на 4-а битолска дружина, награден с кръст „За храброст“ IV степен[17]
- Китан Ристе, участник в „подготовката на действия на Българската бунтовническа организация“, арестуван през август 1903 година, осъден на 5 години затвор в крепост, заточен в Диарбекир, амнистиран с общата амнистия от 12 април 1904 година[18]
- Коче Поше, участник в „подготовката на действия на Българската бунтовническа организация“, арестуван през август 1903 година, осъден на 5 години затвор в крепост, заточен в Диарбекир, амнистиран с общата амнистия от 12 април 1904 година[19]
- Миле Наумчев, деец на ВМОРО, заловен в 1903 година 20-годишен, изпратен на заточение, убит в Урфа[20]
- Мирче П. Стоянов (? – 1903), четник на ВМОРО, убит от турци в Върбяни[12]
- Мирче Петре, участник в „подготовката на действия на Българската бунтовническа организация“, арестуван през август 1903 година, осъден на 5 години затвор в крепост, заточен в Диарбекир, амнистиран с общата амнистия от 12 април 1904 година[19]
- Наумче Грозданов, деец на ВМОРО, заловен в 1903 година, изпратен на заточение, убит в Мала Азия[21]
- Ордан Константин, участник в „подготовката на действия на Българската бунтовническа организация“, арестуван през август 1903 година, осъден на 5 години затвор в крепост, заточен в Диарбекир, амнистиран с общата амнистия от 12 април 1904 година[19]
- Петър Стефанов, български революционер от ВМОРО, четник на Никола Андреев[22]
- Ристе Поцо, участник в „подготовката на действия на Българската бунтовническа организация“, арестуван през август 1903 година, осъден на 5 години затвор в крепост, заточен в Диарбекир, амнистиран с общата амнистия от 12 април 1904 година[18]
- Спиро Веселинов, македоно-одрински опълченец, 32-годишен, 2-ра рота на 6-а охридска дружина[23]
- Стоян Талев, македоно-одрински опълченец, 25-годишен, 4 рота на 4-та битолска дружина[24]
- Тале Найдо, участник в „подготовката на действия на Българската бунтовническа организация“, арестуван през август 1903 година, осъден на 5 години затвор в крепост, заточен в Диарбекир, амнистиран с общата амнистия от 12 април 1904 година[10]
- Цветан Багев (? – 1915), четник от ВМОРО, убит от сърби в родното си село[25]
- Цветко Богоев, македоно-одрински опълченец, 35-годишен, файтонджия, 4-та рота на 4-та битолска дружина, ранен на 9 юли 1913 година[13]
- Янко Тасе, участник в „подготовката на действия на Българската бунтовническа организация“, арестуван през август 1903 година, осъден на 5 години затвор в крепост, заточен в Диарбекир, амнистиран с общата амнистия от 12 април 1904 година[19]

Други
- Николина Николески (р. 1976), хърватска и северномакедонска танцьорка, по произход от Вранче